# Nederlandse Antillen op de Olympische Zomerspelen 1996
De Nederlandse Antillen nam deel aan de Olympische Zomerspelen 1996 in Atlanta, Verenigde Staten. Het was de tiende deelname aan de Zomerspelen.
De zes olympiërs, allen mannen, namen deel in de atletiek, judo, schietsport, zeilen en zwemmen. Michel Daou en Constantino Saragosa namen voor de tweede keer deel, de andere vier waren debutanten op de Spelen.

## Deelnemers & Resultaten
(m) = mannen, (v) = vrouwen 
| Sport       | Olympiër (deelname)      | Discipline                    | Resultaat | Prestatie                                                                                                 |
| ----------- | ------------------------ | ----------------------------- | --------- | --- |
| Atletiek    | Ellsworth Manuel (1)     | verspringen (m)               | -         | kwalificatie: foutsprong - foutsprong - niet gesprongen                                                   |
| Judo        | Sergio Murray (1)        | middengewicht (tot 86 kg) (m) | 1e ronde  | 1R: bye 2R: verloor van Ruslan Mashurenko (UKR)                                                           |
| Schietsport | Michel Daou (2)          | trap (m)                      | 49e       | 114 pnt.: 22 - 24 - 22 - 24 - 22                                                                          |
| Schietsport | Michel Daou (2)          | dubbeltrap (m)                | 35e       | 113 pnt.: 42 - 34 - 37                                                                                    |
| Zeilen      | Constantino Saragoza (2) | plankzeilen (m)               | 37e       | 223 pnt.: (41 - 34 - 39 - 47* - 28 - 39 - 28 - 15 - 40 = 311 (*47 pnt, geen klassering)                   |
| Zeilen      | Paul Dielemans (1)       | laser-klasse (open)           | 34e       | 267 pnt.: 33 - 21 - 23 - 42 - 29 - 27 - 39 - 35 - 24 - 36 - 57* = 366 (* 57 pnt, vanwege diskwalificatie) |
| Zwemmen     | Howard Hinds (1)         | 50m vrij (m)                  | series    | series: 24,63 sec.                                                                                        |

Afghanistan · Albanië · Algerije · Amerikaanse Maagdeneilanden · Amerikaans-Samoa · Andorra · Angola · Antigua‑Barbuda · Argentinië · Armenië · Aruba · Australië · Azerbeidzjan · Bahama's · Bahrein · Bangladesh · Barbados · België · Belize · Benin · Bermuda · Bhutan · Bolivia · Bosnië en Herzegovina · Botswana · Brazilië · Britse Maagdeneilanden · Brunei · Bulgarije · Burkina Faso · Burundi · Cambodja · Canada · Centraal-Afrikaanse Republiek · Chili · China · Chinees Taipei · Colombia · Comoren · Congo-Brazzaville · Cookeilanden · Costa Rica · Cuba · Cyprus · Denemarken · Djibouti · Dominica · Dominicaanse Republiek · Duitsland · Ecuador · Egypte · El Salvador · Equatoriaal-Guinea · Estland · Ethiopië · Fiji · Filipijnen · Finland · Frankrijk · Gabon · Gambia · Georgië · Ghana · Grenada · Griekenland · Groot-Brittannië · Guam · Guatemala · Guinee · Guinee-Bissau · Guyana · Haïti · Honduras · Hongarije · Hongkong · Ierland · IJsland · India · Indonesië · Irak · Iran · Israël · Italië · Ivoorkust · Jamaica · Japan · Jemen · Joegoslavië · Jordanië · Kaaimaneilanden · Kaapverdië · Kameroen · Kazachstan · Kenia · Kirgizië · Koeweit · Kroatië · Laos · Lesotho · Letland · Libanon · Liberia · Libië · Liechtenstein · Litouwen · Luxemburg ·  Macedonië · Madagaskar · Malawi · Malediven · Maleisië · Mali · Malta · Marokko · Mauritanië · Mauritius · Mexico · Moldavië · Monaco · Mongolië · Mozambique · Myanmar · Namibië · Nauru · Nederland · Nederlandse Antillen · Nepal · Nicaragua · Nieuw-Zeeland · Niger · Nigeria · Noord-Korea · Noorwegen · Oeganda · Oekraïne · Oezbekistan · Oman · Oostenrijk · Pakistan · Palestina · Panama · Papoea-Nieuw-Guinea · Paraguay · Peru · Polen · Portugal · Puerto Rico · Qatar · Roemenië · Rusland · Rwanda · Saint Kitts en Nevis · Saint Lucia · Saint Vincent en Grenadines · Salomonseilanden · Samoa · San Marino · Sao Tomé en Principe · Saoedi-Arabië · Senegal · Seychellen · Sierra Leone · Singapore · Slovenië · Slowakije · Soedan · Somalië · Spanje · Sri Lanka · Suriname · Swaziland · Syrië · Tadzjikistan · Tanzania · Thailand · Togo · Tonga · Trinidad en Tobago · Tsjaad · Tsjechië · Tunesië · Turkije · Turkmenistan · Uruguay · Vanuatu · Venezuela · Verenigde Arabische Emiraten · Verenigde Staten · Vietnam · Wit-Rusland · Zaïre · Zambia · Zimbabwe · Zuid-Afrika · Zuid-Korea · Zweden · Zwitserland